# Пољска на Светском првенству у атлетици у дворани 2014.
Пољска је учествовала на Светском првенству у атлетици у дворани 2014. одржаном у Сопоту од 7. до 9. марта петнаести пут, односно на свим првенствима до данас. Пољска је пријавило  37 такмичара (17 мушкарца и 20 жена) али у стартној листи бацања кугле нема Anna Wloka тако да је репрезентацију Пољске представљало 36 такмичара (17 мушкарца и 19 жена), који су се такмичили у 13 дисциплина (10 мушких и 12 женских).,
На овом првенству Пољска је по броју освојених медаља заузела 6. место са три освојене медаље (једна златна и две сребрне). Поред тога остварен је један светски рекорд сезоне, оборена су: један национални рекорд, изједначен је један национални рекорд, три национална рекорда сезоне, шест лична рекорда и шест лична рекорда сезоне. У табели успешности према броју и пласману такмичара који су учествовали у финалним такмичењима (првих 8 такмичара) Пољска је са 15 учесника у финалу заузела 2. место са 67 бодова.
| Плас. | Земља  | 1. место | 2. место | 3. место | 4. место | 5. место | 6. место | 7. место | 8. место | Бр. финал. | Бод. |
| ----- | ------ | -------- | -------- | -------- | -------- | -------- | -------- | -------- | -------- | ---------- | ---- |
| 2.    | Пољска | 1        | 2        | 0        | 5        | 2        | 3        | 1        | 1        | 15         | 67   |

## Учесници
| Мушкарци: - Ремигиуш Олжевски — 60 м - Даријуш Кућ — 60 м - Јакуб Кжевина — 400 м, 4 х 400 м - Марћин Левандовски — 800 м - Адам Кшчот — 800 м - Лукаш Паршчињски — 3.000 м - Доминик Бохенек — 60 м препоне - Каспер Козловски — 4 х 400 м - Патрик Добек — 4 х 400 м - Рафал Омелко — 4 х 400 м - Михал Пјетжак — 4 х 400 м - Лукаш Кравчук — 4 х 400 м - Роберт Собера — Скок мотком - Павел Војћеховски — Скок мотком - Адријан Стшалковски — Скок удаљ - Кароло Хофман — Троскок - Томаш Мајевски — Бацање кугле | Жене: - Marta Jeschke — 60 м - Ана Кјелбасињска — 60 м - Јустина Свјенти — 400 м, 4 х 400 м - Малгожата Холуб — 400 м, 4 х 400 м - Ангелика Ћихоцка — 800 м - Данута Урбаник — 1.500 м - Катажина Броњатовска — 1.500 м - Рената Плиш — 3.000 м - Urszula Bhebhe — 60 м препоне - Евелина Птак — 4 х 400 м - Патрициа Вићишкијвич — 4 х 400 м - Џоана Линкјевич — 4 х 400 м - Јоланта Кајтох — 4 х 400 м - Јустина Каспжицка — Скок увис - Камила Лићвинко — Скок увис - Ана Роговска — Скок мотком - Тереса Добија — Скок удаљ - Ана Јагаћак — Троскок - Каролина Тимињска — Петобој |  |

## Освајачи медаља (3)

### Злато (1)
- Камила Лићвинко — Скок увис

### Сребро (2)
- Ангелика Ћихоцка — 800 м
- Адам Кшчот — 800 м

## Резултати

### Мушкарци
| Атлетичар           | Дисциплина   | Лични рекорд | Квалификације   | Квалификације | Полуфинале            | Полуфинале   | Финале                          | Финале                          | Детаљи |
| Атлетичар           | Дисциплина   | Лични рекорд | Резултат        | Место         | Резултат              | Место        | Резултат                        | Место                           | Детаљи |
| ------------------- | ------------ | ------------ | --------------- | ------------- | --------------------- | ------------ | ------------------------------- | ------------------------------- | ------ |
| Ремигиуш Олжевски   | 60 м         | 6,63         | 6,69 кв         | 4. у гр. 3    | 6,66                  | 8. у гр. 1   | Нису се квалификовали           | 18 / 43 (44)                    |        |
| Даријуш Кућ         | 60 м         | 6,59         | 6,58 КВ, ЛР     | 2. у гр. 5    | 6,60                  | 5. у гр. 3   | Нису се квалификовали           | 11 / 43 (44)                    |        |
| Јакуб Кжевина       | 400 м        | 46,29        | 46,84 КВ        | 2. у гр. 2    | 46,94                 | 2. у гр. 2   | Нису се квалификовали           | 9 / 25 (27)                     |        |
| Марћин Левандовски  | 800 м        | 1:45,41      | 1:46,26 кв      | 2. у гр. 2    |                       |              | Дисквалификован по чл. 163,3(б) | Дисквалификован по чл. 163,3(б) |        |
| Адам Кшчот          | 800 м        | 1:44,57 НР   | 1:45,76         | 1. у гр. 3    | 1:46,76               |              |                                 |                                 |        |
| Лукаш Паршчињски    | 3.000 м      | 7:49,26 НР   | 7:52,91         | 9. у гр. 1    | Нису се квалификовали | 16 / 19 (20) |                                 |                                 |        |
| Доминик Бохенек     | 60 м препоне | 7,63         | 7,68 КВ         | 3. у гр. 3    | Нису се квалификовали | 7,66         | 6. у гр. 2                      | 12 / 29 (31)                    |        |
| Каспер Козловски2   | 4 х 400 м    | 3:03,01 НР   | 3:06,50 КВ, НРС | 3. у гр. 1    |                       |              | 3:04,39 НРС                     | 4 / 10                          |        |
| Рафал Омелко        | 4 х 400 м    | 3:03,01 НР   | 3:06,50 КВ, НРС | 3. у гр. 1    |                       |              | 3:04,39 НРС                     | 4 / 10                          |        |
| Михал Пјетжак       | 4 х 400 м    | 3:03,01 НР   | 3:06,50 КВ, НРС | 3. у гр. 1    |                       |              | 3:04,39 НРС                     | 4 / 10                          |        |
| Јакуб Кжевина2      | 4 х 400 м    | 3:03,01 НР   | 3:06,50 КВ, НРС | 3. у гр. 1    |                       |              | 3:04,39 НРС                     | 4 / 10                          |        |
| Патрик Добек*       | 4 х 400 м    | 3:03,01 НР   | 3:06,50 КВ, НРС | 3. у гр. 1    |                       |              | 3:04,39 НРС                     | 4 / 10                          |        |
| Лукаш Кравчук*      | 4 х 400 м    | 3:03,01 НР   | 3:06,50 КВ, НРС | 3. у гр. 1    |                       |              | 3:04,39 НРС                     | 4 / 10                          |        |
| Роберт Собера       | Скок мотком  | 5,75         |                 |               |                       |              | 5,65                            | 6 / 12                          |        |
| Павел Војћеховски   | Скок мотком  | 5,86 НР      | 5,40            | 12 / 12       |                       |              |                                 |                                 |        |
| Адријан Стшалковски | Скок удаљ    | 7,96         | 8,18 КВ, НР     | 1             |                       |              | 7,96                            | 6 / 17                          |        |
| Кароло Хофман       | Троскок      |              | 16,37 кв        | 7             | 16,89 ЛР              | 5 / 12       |                                 |                                 |        |
| Томаш Мајевски      | Бацање кугле | 21,72 НР     | 20,60 кв        | 4             | 21,04 ЛРС             | 4 / 19 (20)  |                                 |                                 |        |

- Такмичари у штафети обележени звездицом су трчали у квалификацијама, не и у финалу, а такмичари који су обележени бројем трчали су и у појединачним дисциплинама.

### Жене
| Атлетичарка          | Дисциплина   | Лични рекорд | Квалификације   | Квалификације | Полуфинале            | Полуфинале            | Финале                | Финале       | Детаљи |
| Атлетичарка          | Дисциплина   | Лични рекорд | Резултат        | Место         | Резултат              | Место                 | Резултат              | Место        | Детаљи |
| -------------------- | ------------ | ------------ | --------------- | ------------- | --------------------- | --------------------- | --------------------- | ------------ | ------ |
| Marta Jeschke        | 60 м         | 7,31         | 7,33 кв         | 4. у гр. 4    | 7,41                  | 8. у гр. 2            | Нису се квалификовале | 24 / 43      |        |
| Ана Кјелбасињска     | 60 м         | 7,31         | 7,31 кв, =ЛР    | 4. у гр. 6    | 7,31 =ЛР              | 6. у гр. 3            | Нису се квалификовале | 17 / 43      |        |
| Јустина Свјенти      | 400 м        | 52,13        | 52,13 КВ ЛР     | 2. у гр. 1    | 52,97                 | 2. у гр. 1            | 52,20                 | 4 / 43       |        |
| Малгожата Холуб      | 400 м        | 54,46        | 53,07           | 3. у гр. 3    | Није се квалификовала | Није се квалификовала | Није се квалификовала | 14 / 43      |        |
| Ангелика Ћихоцка     | 800 м        | 2:00,37      | 2:00,39 КВ, СРС | 1. у гр. 1    |                       |                       | 2:00,45               |              |        |
| Данута Урбаник       | 1.500 м      | 4:10,07      | 4:13,34         | 6. у гр. 1    | Нису се квалификовале | 12 / 20               |                       |              |        |
| Катажина Броњатовска | 1.500 м      | 4:09,01      | 4:14,31         | 6. у гр. 2    | Нису се квалификовале | 14 / 20               |                       |              |        |
| Рената Плиш          | 3.000 м      | 8:53,74      | 8:57,80 кв      | 5. у гр. 2    | 9:07,05               | 7 / 15                |                       |              |        |
| Urszula Bhebhe       | 60 м препоне | 8,22         | 8,17 ЛРС        | 5. у гр. 4    | Није се квалификовала | Није се квалификовала | Није се квалификовала | 29 / 29 (30) |        |
| Евелина Птак         | 4 х 400 м    | 3:28,95 НР   | 3:29,48 кв, НРС | 3. у гр. 2    |                       |                       | 3:29,89               | 5 / 8        |        |
| Малгожата Холуб2     | 4 х 400 м    | 3:28,95 НР   | 3:29,48 кв, НРС | 3. у гр. 2    |                       |                       | 3:29,89               | 5 / 8        |        |
| Патрициа Вићишкијвич | 4 х 400 м    | 3:28,95 НР   | 3:29,48 кв, НРС | 3. у гр. 2    |                       |                       | 3:29,89               | 5 / 8        |        |
| Јустина Свјенти2     | 4 х 400 м    | 3:28,95 НР   | 3:29,48 кв, НРС | 3. у гр. 2    |                       |                       | 3:29,89               | 5 / 8        |        |
| Џоана Линкјевич*     | 4 х 400 м    | 3:28,95 НР   | 3:29,48 кв, НРС | 3. у гр. 2    |                       |                       | 3:29,89               | 5 / 8        |        |
| Јоланта Кајтох**     | 4 х 400 м    | 3:28,95 НР   | 3:29,48 кв, НРС | 3. у гр. 2    |                       |                       | 3:29,89               | 5 / 8        |        |
| Јустина Каспжицка    | Скок увис    | 1,95         | 1,95 кв, ЛРС    | 6             | 1,97 ЛР               | 4 / 17                |                       |              |        |
| Камила Лићвинко      | Скок увис    | 2,00 НР      | 1,95 КВ         | 4             | 2,00 =НР              |                       |                       |              |        |
| Ана Роговска         | Скок мотком  | 4,85 НР      |                 |               |                       |                       | 4,65                  | 5 / 12       |        |
| Тереса Добија        | Скок удаљ    | 6,68         | 6.62 кв         | 5             |                       |                       | 6,52                  | 6 / 13       |        |
| Ана Јагаћак          | Троскок      | 13,78        | 13,57           | 11            | Није се квалификовала | 11 / 11               |                       |              |        |

- Такмичарке у штафети обележене звездицом су трчале у квалификацијама, не и у финалу, а такмичарке које су обележене бројем су трчале и у појединачним дисциплинама.
- Атлетичарка у штафети означена са две звездице била је резерва и није учествовала у трци штафете.

Петобој
| Дисциплина   | Каролина Тимињска | Каролина Тимињска | Каролина Тимињска | Каролина Тимињска | Каролина Тимињска | Каролина Тимињска |
| Дисциплина   | Лич. рек.         | Резултат          | Бод.              | Плас.             | Укупно            | Плас.             |
| ------------ | ----------------- | ----------------- | ----------------- | ----------------- | ----------------- | ----------------- |
| 60 м препоне | 8,34              | 8,50              | 1.017             | 6                 |                   |                   |
| Скок увис    | 1,75              | 1,75 ЛРС          | 916               | 8                 | 1.933             | 8                 |
| Бацање кугле | 15,11             | 14,36             | 818               | 5                 | 2.751             | 8                 |
| Скок удаљ    | 6,54              | 6,07              | 871               | 6                 | 3.622             | 8                 |
| 800 м        | 2:06,72           | 2:12,03 ЛРС       | 935               | 5                 |                   |                   |
| Петобој      | 4.769             |                   |                   |                   | 4.557 ЛРС         | 8 / 8             |